# Гійом Франсуа
Гійом Франсуа (фр. Guillaume François, нар. 3 червня 1990, Лібрамон-Шевіньї) — бельгійський футболіст, захисник клубу «Уніон Сент-Жілуаз». Виступав також за низку бельгійських клубів. Володар Кубка Бельгії та Суперкубка Бельгії.

## Клубна кар'єра
У професійному футболі Гійом Франсуа дебютував 2008 року виступами за команду «Рояль Ексель Мускрон», в якій грав до кінця 2009 року, взявши участь у 22 матчах чемпіонату. На початку 2010 року футболіст перейшов до складу клубу «Жерміналь-Беєрсхот», у якому грав до 2013 року, та став у складі команди одним із основних гравців лінії захисту. У 2013 році Франсуа перейшов до клубу «Шарлеруа», в якому грав до 2016 року, та також був одним із гравців основного складу команди. У 2016—2018 роках футболіст грав у складі клубу «Беєрсхот-Вілрейк», а в 2018—2020 роках грав у складі клубу «Віртон».
З 2020 року Гійом Франсуа грає у складі клубу «Уніон Сент-Жілуаз». У складі команди футболіст став володарем Кубка Бельгії та Суперкубка Бельгії.

## Виступи за збірні
У 2007 році Гійом Франсуа дебютував у складі юнацької збірної Бельгії, загалом на юнацькому рівні взяв участь у 38 іграх, відзначившись 6 забитими голами. Протягом 2010—2012 років футболіст залучався до складу молодіжної збірної Бельгії. На молодіжному рівні зіграв у 8 офіційних матчах.

## Титули і досягнення
- Володар Кубка Бельгії (1):

«Юніон Сент-Жилуаз»: 2023–2024
- Володар Суперкубка Бельгії (1):

«Юніон Сент-Жилуаз»: 2024
- Чемпіон Бельгії (1):

«Юніон Сент-Жилуаз»: 2024–2025